# Deividas Šemberas
Deividas Šemberas   (Vílnius, 2 d'agost de 1978) és un exfutbolista lituà de la dècada de 2000.
Fou 82 cops internacional amb la selecció lituana. Pel que fa a clubs, defensà els colors de Žalgiris Vilnius, Alania Vladikavkaz, FC Dinamo Moscou i PFC CSKA Moscou.